# Nannoniscus cristatus
Nannoniscus cristatus är en kräftdjursart som beskrevs av Boris Vladimirovich Mezhov 1986. Nannoniscus cristatus ingår i släktet Nannoniscus och familjen Nannoniscidae. Inga underarter finns listade i Catalogue of Life.